# Duncan Keith
Duncan Keith (ur. 16 lipca 1983 w Winnipeg) – kanadyjski hokeista, reprezentant Kanady, dwukrotny olimpijczyk.

## Kariera
- Penticton Vees (2000–2005)
- Michigan State University (2001–2002)
- Kelowna Rockets (2002–2003)
- Norfolk Admirals (2003–2005)
- Chicago Blackhawks (od 2005)

W drafcie NHL z 2002 został wybrany przez Chicago Blackhawks. W barwach tej drużyny gra w lidze NHL od 2005. Od 2007 pełni funkcję zastępcy kapitana drużyny. W grudniu 2009 przedłużył kontrakt z klubem o trzynaście lat.
Uczestniczył w turniejach mistrzostw świata w 2008, 2012 oraz zimowych igrzysk olimpijskich 2010, 2014.

## Sukcesy
Reprezentacyjne
- Srebrny medal mistrzostw świata: 2008
- Złoty medal zimowych igrzysk olimpijskich: 2010, 2014

Klubowe
- Mistrz dywizji NHL: 2010, 2013 z Chicago Blackhawks
- Mistrz konferencji NHL: 2010, 2013 z Chicago Blackhawks
- Presidents’ Trophy: 2013 z Chicago Blackhawks
- Clarence S. Campbell Bowl: 2010, 2013, 2015 z Chicago Blackhawks
- Puchar Stanleya: 2010, 2013, 2015 z Chicago Blackhawks

Indywidualne
- Sezon NHL (2007/2008):
  - NHL All-Star Game
- Sezon NHL (2009/2010):
  - James Norris Memorial Trophy
  - Pierwszy skład gwiazd
- Sezon NHL (2007/2008):
  - Pierwsze miejsce w klasyfikacji średniego czasu przebywania na lodzie podczas meczu: 26 minut, 53 sekundy
  - NHL All-Star Game
- Mistrzostwa Świata w Hokeju na Lodzie 2012/Elita:
  - Trzecie miejsce w klasyfikacji asystentów na turnieju: 10 asyst
  - Pierwsze miejsce w klasyfikacji asystentów wśród obrońców na turnieju: 10 asyst
  - Pierwsze miejsce w klasyfikacji kanadyjskiej wśród obrońców na turnieju: 11 punktów
  - Jeden z trzech najlepszych zawodników reprezentacji
- Sezon NHL (2013/2014):
  - James Norris Memorial Trophy
- Sezon NHL (2014/2015):
  - Conn Smythe Trophy – Najbardziej Wartościowy Zawodnik (MVP) w fazie play-off
- Występ w Meczu Gwiazd NHL w sezonie 2016-2017